# Deuda subordinada

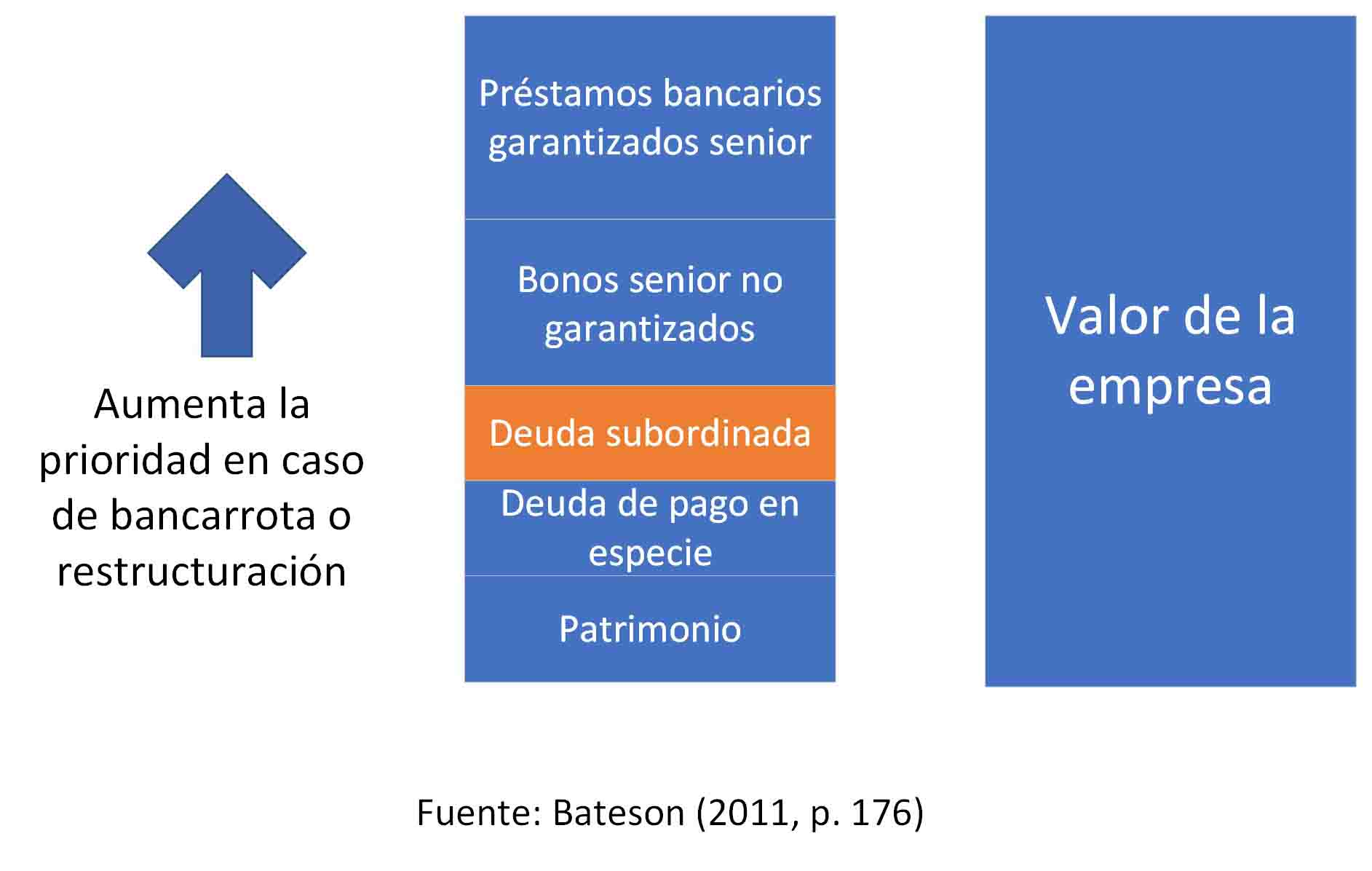
Orden de prelación en el pago de las deudas de una empresa, donde la deuda subordinada es de menor prioridad de cobro que otras.

En el mundo de la finanza, la deuda subordinada son una serie de títulos de deuda que se sitúan por detrás de otras deudas si una empresa entra en liquidación o quiebra. Así, se denomina "subordinada", pues los proveedores de la deuda (los prestamistas) tienen un estatus subordinado en relación con el resto de deudas ordinarias de que disponga la empresa. 
Estos títulos suelen ser de renta fija y rendimiento explícito, y son emitidos habitualmente por entidades de crédito y grandes sociedades, ya sea en forma de préstamo (donde se otorga una cantidad de dinero fija) o de línea de crédito (donde se pone a disposición una cantidad determinada de dinero, pudiéndose utiliza o no en función de las necesidades de la empresa); en ambos casos, pudiendo estar el cobro de los intereses condicionado a la existencia de un determinado nivel de beneficios.
Así, se compensa una rentabilidad potencialmente mayor con una mayor exposición al riesgo, pues, en caso de liquidación o quiebra de la entidad emisora, al establecerse el orden de pago a los acreedores, esta deuda se coloca por detrás de los acreedores ordinarios, reembolsándose estos bonos únicamente cuando ya se han satisfecho las deudas ordinarias. 

## Tipo
Pueden existir tres tipos de deuda subordinada:
- Redimible, cuyo principal tiene un vencimiento determinado en el tiempo.
- No redimible, cuyo principal no tiene vencimiento y produce un deuda perpetua.
- Convertible en acciones. En determinada fecha puede convertirse en acciones, bien a opción de la sociedad o de los titulares de los bonos.

En el caso de las entidades financieras que son emisores habituales de este deuda subordinada, este tipo de deuda computa como recursos propios-Tier 2 en el capital de la entidad emisora. Por esta razón y también porque cumple ciertos requisitos que lo asemejan parcialmente al capital social de las entidades de crédito, la deuda subordinada es considerada, junto con las participaciones preferentes, como un híbrido de capital, lo que tiene el beneficio de que computan al 50% como capital y como deuda, manteniendo la calificación crediticia de la empresa.
Aunque no son un producto de renta fija tradicional, los tenedores de estos bonos puede venderlos en cualquier momento en el mercado secundario, aunque hay que tener en cuenta que algunas de sus emisiones pueden contar con escasa liquidez, lo que complica las posibilidades de deshacer la inversión realizada.

## En el Mundo

### Ecuador
En marzo de 1996, la Junta Monetaria aprobó y otorgó el primer préstamo subordinado por parte del Banco Central del Ecuador al Banco Continental, lo que supuso el inicio de la utilización de esta figura para entregar recursos públicos a bancos privados. Para ello, se utilizó una interpretación de la Ley General de Instituciones Financieras según la cual el Banco Central es parte del sistema financiero.

### España
En el ámbito de la crisis financiera española de 2008, los tenedores de deuda subordinada de los bancos y cajas de ahorro que tuvieron que ser rescatadas por el Estado y la Unión Europea, han contribuido a la  reestructuración de las mismas, asumiendo unas pérdidas totales de 12.000 millones de euros. También hubo numerosos casos de afectados por las preferentes, que, a diferencia de la deuda subordinada, no poseen fecha de vencimiento, y están más bajos en el orden de prelación.

### Francia
Durante la crisis financiera de 2008, el Gobierno francés anunció el 20 de octubre que inyectaba 10.500 millones de euros en el capital de seis bancos en forma de pagarés subordinados con vencimiento indeterminado.